# Clea (novela)
Clea, que se publicó en 1960, es el cuarto volumen de El Cuarteto de Alejandría, serie de novelas del autor Británico Lawrence Durrell. Situada en Alejandría, Egipto, alrededor de la Segunda Guerra Mundial, los tres primeros volúmenes cuentan la misma historia desde diferentes puntos de vista, y Clea relaciona los acontecimientos posteriores.
Durrell escribió el libro en cuatro semanas.

## Argumento

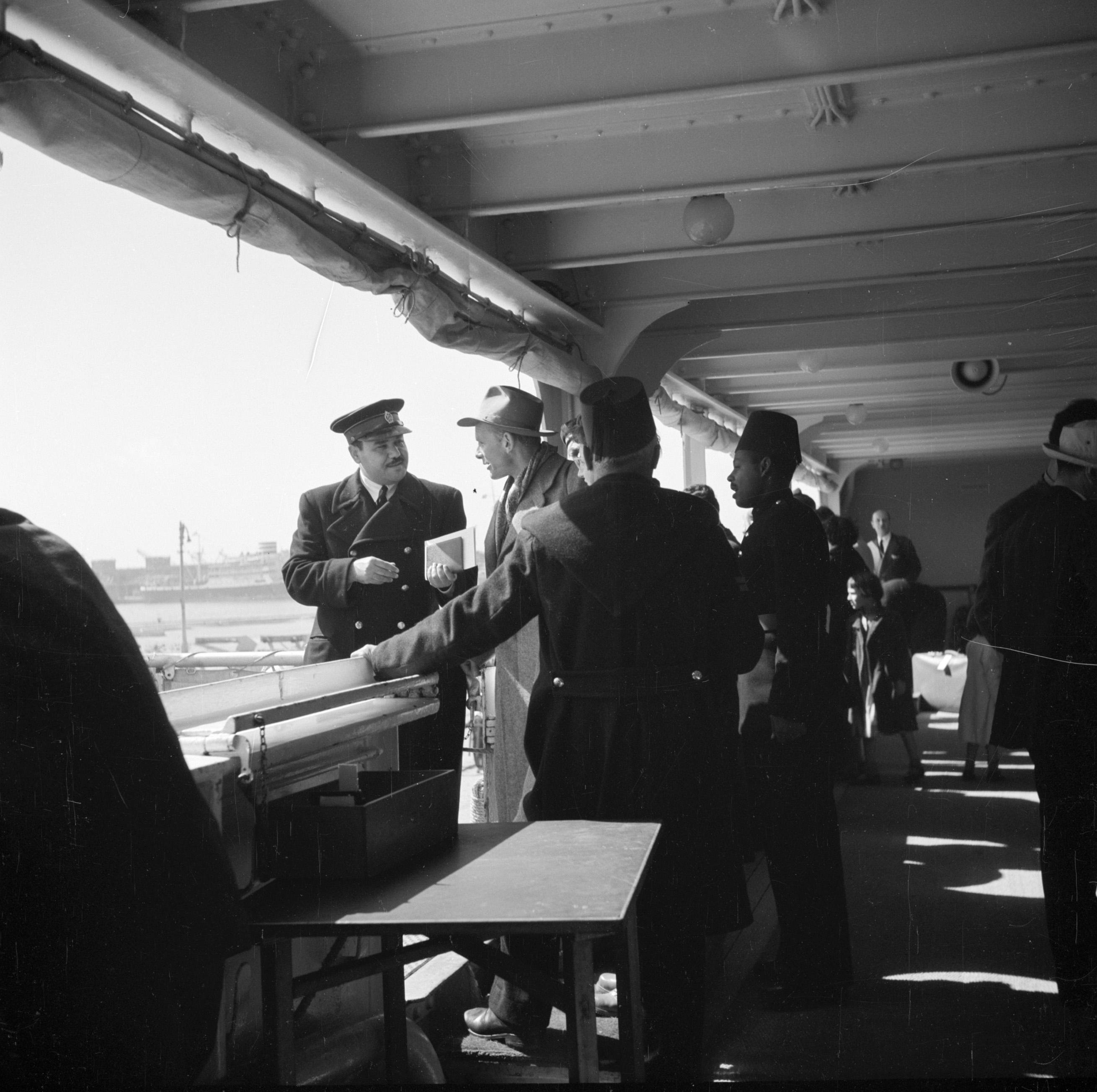
Escena de Alejandría en los años 1940

El libro comienza con el narrador (Darley) que vive en una remota isla griega con la hija ilegítima de Nessim, Melissa. La niña tiene ahora seis años (lo que marca el tiempo transcurrido desde los eventos de Justine). Darley ha podido pasar este período en la isla, pensando, escribiendo, madurando, debido a las 500 libras que le dejó en su testamento el escritor Pursewarden (quien se suicidó).
Mnemjian, que es un barbero próspero y posiblemente propietario de burdel, llega (inesperadamente) para ver a Darley con un mensaje de Nessim y noticias de los acontecimientos en Alejandría, especialmente la caída de la prosperidad de la familia Hosnani (Nessim, su esposa Justine y su hermano Narouz, este último muerto). 
Procedente de Alejandría, ahora bajo bombardeo nocturno debido a la Guerra, Darley continúa recordando, a veces lamentándose, y busca y encuentra a veces, los personajes del libro anterior.
Se encuentra con Clea en la calle, y sin esfuerzo, reviven un affaire de coeur, esta vez sin las interferencias físicas de Justine y Melissa.

## Recepción
En The New York Times, Orville Prescott observó que la novela "contenía pasajes finos de escrituras descriptivas exuberadamente hermosas y un desastre maravillosamente grotesco y horrible", y era "más pasiva, reflexiva y serpenteante" que sus predecesoras en el Cuarteto; Prescott también observó que la larga digresión sobre la filosofía de la literatura, supuestamente tomada de los cuadernos de Pursewarden, "tiene un sentido asombrosamente escaso". Kirkus Reviews alabó la prosa de Durrell como "rica en implicación, color, evocación, humor, ingenio y poesía", con "personajes (...) tan vívidos como los sueños".
Acabada la publicación del Cuarteto de Alejandría, en 1962 Durrell fue nominado al Premio Nobel, en una lista restringida compuesta por John Steinbeck, que resultó ganador, Robert Graves, el dramaturgo francés Jean Anouilh y la autora danesa Karen Blixen.